# Palystes perornatus
Palystes perornatus är en spindelart som beskrevs av Pocock 1900. Palystes perornatus ingår i släktet Palystes och familjen jättekrabbspindlar. Inga underarter finns listade i Catalogue of Life.